# Осадчий, Владимир Леонидович
Владимир Леонидович Осадчий (укр. Володимир Леонідович Осадчий, пол. Włodzimierz Osadczy; род. 25 апреля 1969, Луцк) — польский историк, доктор исторических наук, профессор Католического университета в Люблине.

## Биографические данные
Родился в 1968 году на Волыни. Окончил исторический факультет Львовского государственного университета им. Франко. Защитил дипломную работу на тему «Костёл и церковь на общей дороге». С 1993 года постоянно проживает в Польши. В 1998 году в Люблинском католическом университете защитил диссертацию на тему «План сосуществования Греческого и Латинского обрядов Католической Церкви в Восточной Галиции после Конкордии 1863—1914 гг.» («пол. Płaszczyzna współistnienia obrządków greckiego i łacińskiego Kościoła katolickiego w Galicji Wschodniej po Concordii 1863—1914»). Работал в Университете Марии Кюри-Склодовской в Люблине, а затем в Институте истории костела Люблинского католического университета и Высшей государственно профессиональной школы в Холм. Возглавлял «Центр Восточноевропейских исследований — Ucrainicum». Принимал участие в ряде культурологических и политических проектов связанных с украинско-польскими отношениями. По вероисповеданию — римо-католик.

## Специфика взглядов и творческого наследия
Для взглядов Осадчего присущим является тяготение к традиционализму и клерикализму. В работах и выступлениях в основном соблюдается, традиционной для польской исторической культурологии, доктрины «польской цивилизационной миссии на востоке», для которой характерны умаление ценности некатолических проявлений духовности и культуры в сравнении с католическими, прежде всего польскими. Выступал с острой критикой руководителей Украинской греко-католической церкви — Любомира Гузара и Игоря Возьняка, обвиняя их в украинских националистических симпатиях. Принимал активное участие в разработке закона об уголовном преследовании украинцев в Польше за националистические взгляды. В наиболее основательной научной работе монографии «Святая Русь» пытается структурировать дихотомию между историческим и политическим трактовкой понятия «Руси» в Галичине ХІХ-XX веков и в частности ее изучению как «Святой». Последнее Осадчий связывает с идеалистическими настроениями духовенства и интеллигенции, которые имели следствием распространения симпатий галицких русинов к Российской Империи.

## Высказывания
«Львов и Вильно — это символы возрожденного польского государства»

## Избранные публикации
- Kościół i cerkiew na wspólnej drodze. Concordia 1863. Z dziejów porozumienia między obrządkiem greckokatolickim a łacińskim w Galicji Wschodniej, Lublin: Redakcja Wydawnictw KUL 1999.
- Polacy na Ukrainie dzisiaj: informator, Cz. 1: Federacja organizacji polskich na Ukrainie, Warszawa: Towarzystwo Naukowe Polska-Wschód 2000.
- Katolic’ka cerkva v Ukraïnì : ìstoričnij naris, Lublin: Luceoria Books : «Norbertinum» 2001.
- Święta Ruś: rozwój i oddziaływanie idei prawosławia w Galicji, Lublin: Wydawnictwo Uniwersytetu Marii Curie-Skłodowskiej 2007.
- Władyka Markijan: o historii i dniu dzisiejszym Kościoła katolickiego na Ukrainie z księdzem biskupem Marcjanem Trofimiakiem rozmawia Włodzimierz Osadczy, Lublin — Łuck: Wydawnictwo KUL — Ìnstitut Cerkovnih Doslìdžen' 2009.
- (redakcja) Święty arcybiskup Lwowa Józef Bilczewski. Materiały z międzynarodowej konferencji naukowej poświęconej św. Józefowi Bilczewskiemu, arcybiskupowi metropolicie lwowskiemu obrządku łacińskiego, w 150 rocznicę urodzin i 5. rocznicę kanonizacji, 18-21 listopada 2010 roku, Lublin-Lwów, pod red. Włodzimierza Osadczego, Lublin — Lwów: Wydawnictwo KUL — Wydawnictwo bł. Jakuba Strzemię Archidiecezji Lwowskiej ob. łac. 2011.